# Arlene Kaplan Daniels
Arlene Kaplan Daniels (* 10. Dezember 1930; † 29. Januar 2012) war eine US-amerikanische Soziologin, die als Professorin an der Northwestern University forschte und lehrte. 1986/87 amtierte sie als Präsidentin der Society for the Study of Social Problems.
Daniels studierte ab 1948 an der University of California, Berkeley, erst Englisch, dann Soziologie. Zum Studienfachwechsel war sie von Tamotsu Shibutani ermutigt worden. Das Soziologiestudium schloss sie 1960 mit der Promotion zur Ph.D. ab. Als Frau hatte sie im akademischen Betrieb der 1960er Jahre Mühe, eine Anstellung zu bekommen. Erst 1966 wurde sie als Assistenzprofessorin an der San Francisco State University angestellt. Nachdem sie sich 1969 an Studentenstreiks beteiligt hatte, wurde ihr die Festanstellung verweigert. 
1975 wurde sie Soziologie-Professorin an der Northwestern University; dort leitete sie das neue Frauenstudienprogramm, das sich zum  Women's Center entwickelte. 1995 wurde Daniels emeritiert, zog sich nach Kalifornien zurück und unterrichtete in Teilzeit an der University of California, Berkeley.